# Mrežne stranice
Mrežne stranice, internetske lokacije, web-stranice ili internetske stranice (ranije često www stranice) sastoje se od niza HTML/XHTML dokumenata kojima se može pristupiti uz pomoć internetskog preglednika.
Web je jedan od servisa interneta, koji upravo služi za nadopunu internetskih stranica pomoću HTTP/HTTPS protokola. Među još nekim poznatijim mrežnim servisima su elektronička pošta i FTP, ali i SSH, IRC i još neki.
U hrvatskom internetskom nazivlju  obično se ne razlikuju engleski izrazi web site i web page, tako da je ponekad nejasno odnosi li se izraz „web stranice” samo na dokumente (web page) ili na skup dokumenata i sadržaja koji čine (web site), pa se nerijetko koriste engleski izrazi za stranicu (page – HTML dokument) i stranice (site – zbirka HTML dokumenata i multimedijskih resursa).

## Mrežna stranica kao HTML dokument
Mrežna stranica (engl. web page) jest HTML dokument koji omogućava prikaz teksta i poveznica, a dostupan je preko svoje URL (mrežne ili web-) adrese. Na stranici se osim teksta mogu prikazati i multimedijski elementi (resursi) kao što su slike u digitalnom formatu (jpg, jpeg, gif, png, bmp, ...), animacije (flash, shockwave, JavaScript, CSS3), zvuk, videozapisi i slično.

## Mrežne stranice kao zbirka resursa
Mrežne stranice (mrežna sjedišta) zbirke su međumrežnih resursa – HTML dokumenata, multimedijskih sadržaja, podataka i programskih zapisa (engl. scripts). Složeniji sustavi mrežnih stranica (npr. mrežne trgovine) čine mrežnu aplikaciju utemeljenu na posebnom hardwareu i softwareu.
Dokumentima unutar mrežnih stranica pristupa se putem zajedničkoga korijenskoga URL-a, odnosno mrežne adrese, koja se često naziva i početna stranica (engl. homepage). Svi dokumenti najčešće su spremljeni na istom mrežnom serveru. Poveznice unutar HTML dokumenata povezuju dokumente u uređeni ustroj i time određuju način na koji posjetitelj doživljava sadržaj stranica.
Korijenska internetska adresa, koja se najčešće naziva internetski nastavak (ili domena), ovbilježje je svake stranice.
Složenije mrežne stranice koriste mrežne aplikacije napisane u nekom od programskih jezika (PHP, ASP, JSP, ...) za stvaranje sadržaja spajanjem pripremljenih grafičkih predložaka i sadržaja iz baze podataka (na poslužiteljskoj strani) i neki zapis poput JavaScripta ili VBScripta (na strani primatelja usluge).

## Izrada mrežnih stranica
Izradom mrežnih stranica bave se web dizajneri i razvojni programeri. Međutim, kao i kod svake složene softwareske aplikacije, mrežne stranice čine:
- podatkovna razina (tekst, smisao, podatci i podatkovni sadržaji) – sadržaj
- poslovna ili interakcijska razina (program, zapis i način na koji se sustav ponaša) – pozadina (engl. back-end)
- prezentacijska razina (dizajn i psihologija) – pregled (engl. front-end)

Na izradi većih mrežnih stranica sudjeluju stručnjaci iz različitih struka, pa u takvim skupinama najčešće rade programeri, grafički dizajneri, fotografi, novinari, stručnjaci za oglašavanje i potrošačku psihologiju i ini.

## Smještaj mrežnih stranica
Mrežne stranice smještaju se na internetskom poslužitelju – web serveru. Svaki server postoji u fizičkom obliku. Obično jedan server sadrži i više stotina (manjih) web-stranica. Iako se 99 % web-stranica nalazi na tzv. shared (dijeljenim) serverima, postoje i velike web-stranice kao što su YouTube.com, Facebook.com ili Google.com za čiji rad je potrebno stotine i tisuće servera jer zahtijevaju veliku količinu memorije i procesorske snage da bi radile fluidno. Te web-stranice imaju i velik broj posjeta, zato je također potrebno da više servera isporučuje web-stranicu. 

## Domena mrežne stranice
Domena internetske stranice istoznačnica je za internetsku adresu. Umjesto da se stranica poziva njezinom IP adresom, koja sadrži niz brojeva odijeljenih točkama, dodjeljuju joj se lakše pamtljiva i kraća imena – domena (primjerice, wikipedia.org). Domena internetske stranice ono je što se upisuje kako bi se posjetilo neku internetsku stranicu. Bez njih bi se internetskim stranicama pristupalo preko IP adrese, dakle, nepraktičnije. U stvarnom svijetu primjer za to je imenovanje i adresiranje ulica kako se ne bi morala pamtiti zemljopisna širina i dužina željenoga mjesta. Naziv domene je jedinstven.

## Vanjske poveznice
- Ugošćivanje stranice i domena  Arhivirana inačica izvorne stranice od 3. travnja 2018. (Wayback Machine)
- Wordpress